# Jan Viktor Mládek
Jan Viktor Mládek (7. prosince 1911, Bochnia, Polsko – 7. srpna 1989, Washington, D.C., USA) byl zprvu československý, pak americký ekonom polsko-českého původu, guvernér a jeden z výkonných ředitelů Mezinárodního měnového fondu, sběratel a mecenáš středoevropského umění.

## Život
Jan Viktor Mládek se narodil v česko-polské rodině v tehdejší rakouskouherské Haliči. Po vzniku Československa se rodina přestěhovala do Prahy.

### Studia
Jan Mládek začal po maturitě na smíchovském reálném gymnáziu studovat práva v Praze a studium dokončil na právnické fakultě Masarykovy univerzity v Brně, kde roku 1936 získal doktorát práv. Stačil absolvovat také dva semestry medicíny, ale hlubší zájem o národohospodářství a filozofii ho přivedl na Vysokou školu obchodní v Praze. Krátce pracoval ve studijním odboru Národní banky a před válkou odešel dále studovat k Henri Bergsonovi na pařížskou Sorbonnu. V Anglii pak studoval na Cambridge University u Bertrand Russella a Johna M. Keynese, s kterým později za války úzce spolupracoval na plánech poválečné finanční rekonstrukce a stabilizace evropských zemí.

### Exilová vláda ČSR
Počátek války Mládka zastihl ve Francii, kde se přihlásil do francouzské armády. Po její porážce a evakuaci do Anglie byl přidělen do služeb československého exilového ministerstva financí v Londýně. Její ministr financí Ladislav Feierabend se u exilového prezidenta Beneše snažil prosadit vznik exilové Národní banky Československé, ale neuspěl. Benešovi vadili navrhovaní členové, lidé spjatí s hospodářským systémem první republiky – jako Antonín Basch, rozhodný zástupce liberálního hospodářství, profesor na Univerzitě v Chicagu – ale především podporoval změnu hospodářského systému po skončení války a počítal s větší úlohou státu.
Feierabend tedy zřídil jen měnový a bankovní odbor ministerstva financí, jehož vedením pověřil Mládka. Jan Mládek se po válce vrátil do Československa a byl pověřen dočasnou správou České národní banky.

### Mezinárodní měnový fond, Bretton Woods
Jan V. Mládek se společně s Antonínem Baschem zúčastnil porad v letech 1943 a 1944 v USA, aktivně pracovali na přípravách poválečného měnového uspořádání. Tak se zúčastnili i přípravné konference v Atlantic City v červnu 1944, kde zastupovali Československo jako jednu ze 17 zúčastněných zemí a kde byly dokončovány podklady pro závěrečnou měnovou a finanční konferenci v červenci 1944 v Bretton Woods.
V Bretton Woods bylo Československo zastoupeno předsedou Ladislavem Feierabendem, místopředsedou Janem V. Mládkem a profesory národního hospodářství Antonínem Baschem a Ervinem Exnerem a přednostou hospodářské služby československého velvyslanectví v USA Josefem Hančem.
Na konferenci byly schváleny stanovy Mezinárodního měnového fondu a Mezinárodní banky pro obnovu a rozvoj a uzavřeny Brettonwoodské dohody. Československo k nim formálně přistoupilo na zasedání Prozatímního Národního shromáždění 18. prosince 1945, schválením vládního zákona o přistoupení Československé republiky k dohodám o Mezinárodním měnovém fondu a o Mezinárodní bance pro obnovu a rozvoj, po jeho jednomyslném přijetí v rozpočtovém výboru sněmovny.
Československá vláda podepsala dohodu o MMF (Articles of Agreement of the IMF) s první skupinou zemí 27. prosince 1945, čímž se ČSR stala zakládajícím členem. Mezi dvanáct výkonných ředitelů MMF byl při prvních volbách dne 6. května 1946 zvolen československý zástupce Jan Viktor Mládek, který tehdy byl vedoucím měnové a bankovní divize ministerstva financí ČSR. Mládek jako výkonný ředitel zastupoval zájmy nejen Československa, ale i Polska a Jugoslávie.

### Marshallův plán
V USA na přání prezidenta Beneše pracoval i na přijetí Marshallova plánu.

### Profesní kariéra v MMF
Od roku 1947 zastupoval Jan Viktor Mládek Československo v OSN.
Po komunistickém puči v únoru 1948 Mládek rezignoval na svou funkci výkonného ředitele, požádal o azyl a byl jmenován zástupcem ředitele operačního oddělení MMF (Operations Department). Na přání generála Mc Arthura byl vyslán do Japonska, aby řešil tamější finanční problémy a do Jugoslávie, aby její finance vyvedl ze závislosti na SSSR. V letech 1953–59 byl ředitelem Evropského oddělení (European office) a od roku 1961 nově založeného Afrického oddělení (African Department). Na přání amerického prezidenta Lyndon B. Johnsona pomáhal řešit finanční a měnové problémy zemí jihovýchodní Asie. Od roku 1964 vedl Ústřední bankovní služby MMF (Central Banking Service).
Jan Mládek těžce nesl, že pomáhá řadě zemí ve světě a nemůže pomoci své vlasti. Přednášel o Československu ve výboru amerického Kongresu a podporoval české exulanty, jako byli Ladislav Feierabend a Ferdinand Peroutka, v letech 1970–72 předsedal exilové Společnosti pro vědy a umění (SVU). Po odchodu do důchodu roku 1977 se intenzivně zabýval plány na obnovu československé ekonomiky, ale zemřel 7. srpna 1989, těsně před listopadem 1989.

## Sběratel umění a mecenáš
V Paříži se v roce 1955 seznámil s Medou Sokolovou, svou pozdější ženou. Brzy nato se rozvedla se svým manželem, belgickým šlechticem Remi Antoine Josephem de Mûelenaerem. 
V roce 1960 byl Jan Mládek povolán zpět do centrály Mezinárodního měnového fondu ve Washingtonu a Meda odjela za ním, aby se za něj provdala. Ve Washingtonu studovala americkou literaturu a umění na George Washington University a později na prestižní Johns Hopkins University v Baltimore. Spolu se svým mužem začala budovat sbírku umění, jejíž kvalita brzy vešla v širší povědomí i díky četným návštěvníkům v domě Mládkových. Mezi jejich přátele a známé patřili manželé Peroutkovi a Brzezinští, Henry Kissinger, George Soros nebo Madeleine Albrightová. Meda Mládková začala provozovat společenský salón, do kterého zvala výtvarníky podle svého vkusu. Pro získání některých děl neváhali manželé Mládkovi podstoupit osobní oběti. Aby mohli zakoupit jedno z klíčových děl Františka Kupky Katedrála, prodali svůj dům v Georgetownu ve Washingtonu.
Manželé Mládkovi vybudovali rozsáhlou uměleckou sbírku, kterou uvedli v roce 1987 na výstavě „Expressiv: Central European Art since 1960“ v Hirshhornově Museu patřícímu k Smithsonian Institution ve Washingtonu. O něco později se sbírka stala základem jejich Nadace a Musea Kampa.
V roce 1995 obdržel Dr. Jan V. Mládek Medaili Za zásluhy I. stupně in memoriam.